# 로즈메리 라 플랜체

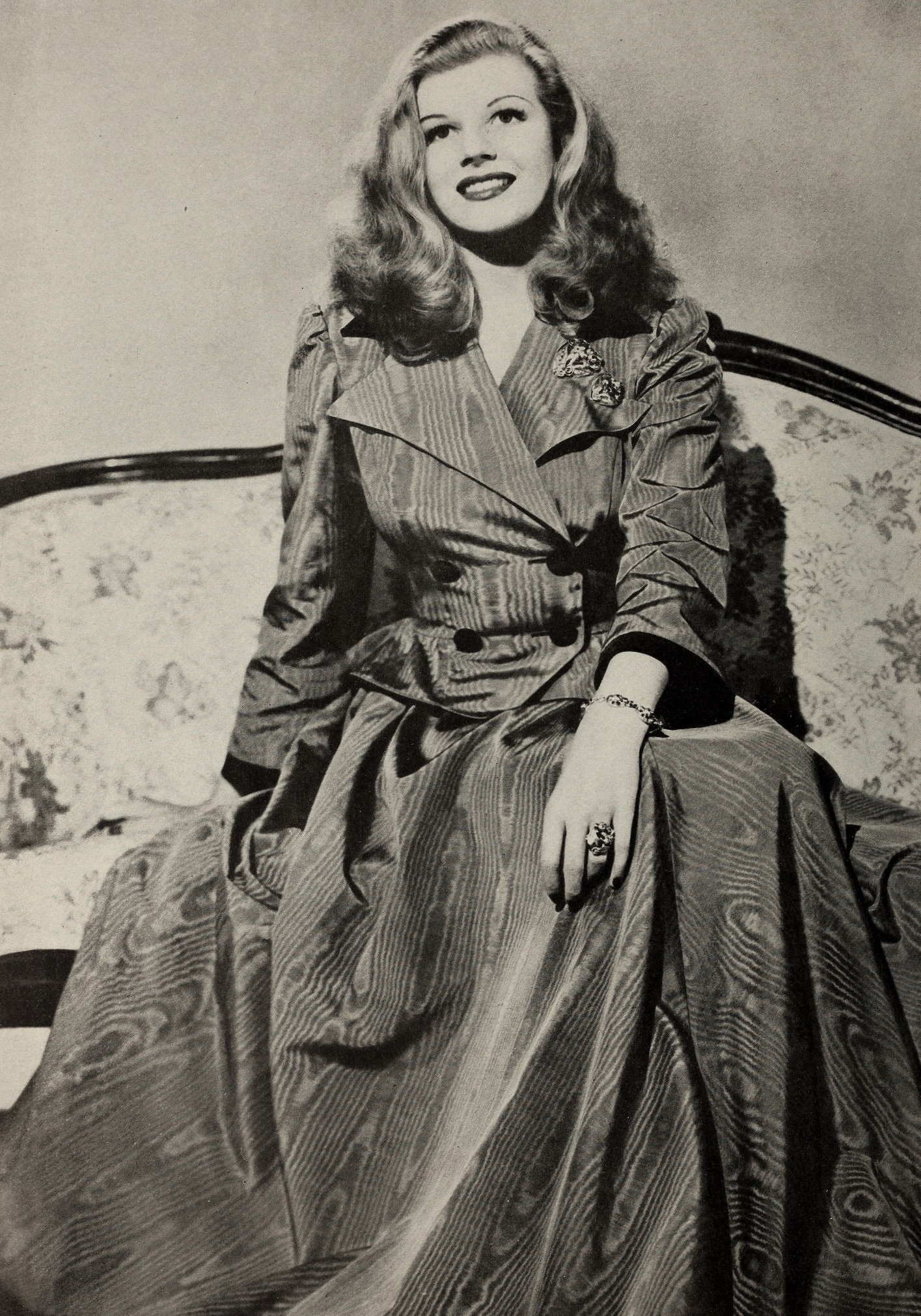

로즈메리 라 플랜체(Rosemary LaPlanche, 1923년 10월 11일 ~ 1979년 5월 6일)는 미국의 배우, 모델, 영화배우이다.
로스앤젤레스에서 태어났으며 글렌데일에서 사망하였다.

## 영화
- 연방요원 대 언더월드 주식회사 (1949년)
- 올드-패션 걸 (1949년)
- 좀비 온 브로드웨이 (1945년)
- 조지 화이트의 스캔달 (1945년)
- 스텝 라이브리 (1944년)
- 마드모아젤 피피 (1944년)
- 어라운드 더 월드 (1943년)
- 아이린 (1940년)
- 매드 어바웃 뮤직 (1938년)